# Isotomodes
Isotomodes är ett släkte av urinsekter. Isotomodes ingår i familjen Isotomidae.

## Dottertaxa tillIsotomodes, i alfabetisk ordning[1][2]
- Isotomodes alavensis
- Isotomodes alexius
- Isotomodes armatus
- Isotomodes bahiensis
- Isotomodes bisetosus
- Isotomodes carioca
- Isotomodes cassagnaui
- Isotomodes ccoccatirensis
- Isotomodes cuzcoensis
- Isotomodes dagamae
- Isotomodes denisi
- Isotomodes falsus
- Isotomodes fiscus
- Isotomodes gamae
- Isotomodes gisini
- Isotomodes gredensis
- Isotomodes ibanezi
- Isotomodes klostermani
- Isotomodes maroccanus
- Isotomodes martae
- Isotomodes productus
- Isotomodes pseudoproductus
- Isotomodes quadrisetosus
- Isotomodes rafaeli
- Isotomodes rosae
- Isotomodes sexsetosus
- Isotomodes sotoensis
- Isotomodes subarmatus
- Isotomodes templetoni
- Isotomodes trisetosus
- Isotomodes venezuelensis
- Isotomodes xishaensis